# Stazione di Ennis
La stazione di Ennis è una stazione ferroviaria della Western Railway Corridor che fornisce servizio a Ennis, contea di Clare, Irlanda.

## Storia
Lo scalo fu aperto il 2 luglio 1859.
Tra il 1887 e il 1961, dalla stazione si diramava la linea a scartamento ridotto del West Clare.
Il servizio passeggeri fu soppresso il 5 aprile 1976 per essere brevemente ripristinato nel 1993 o nel 1994. Lo scalo rimase funzionante per il servizio merci durante gli anni novanta del XX secolo.
Il servizio viaggiatori fu riattivato nel marzo 2010, nell'ambito della riapertura del tronco Athenry–Limerick della Western Railway Corridor.

## Strutture ed impianti
Ci sono due binari nella stazione, uniti da un ponte pedonale. Un tettuccio copre parte della banchina del binario 1. Entrambi i binari sono dotati di panchine, bidoni e display riportanti gli orari dei treni. Il binario 1 ha anche un punto d'assistenza. Dentro la stazione c'è una biglietteria a sportello con portelli e biglietterie automatiche. C'è anche una sala d'attesa con distribuzione automatica di cibi e bevande. All'esterno della stazione c'è una fermata per autobus.

## Movimento
Complessivamente ci sono cinque treni InterCity giornalieri e per direzione sulla relazione Limerick–Galway, che aumentano per quanto riguarda la Limerick-Ennis.
I treni passano con intervalli tra i quaranta e i novanta minuti per direzione.

## Servizi
- Servizi igienici
- Capolinea autolinee
- Biglietteria a sportello
- Biglietteria self-service
- Distribuzione automatica cibi e bevande
- Sala di attesa